# Риђобока сеница
Риђобока сеница (Periparus rubidiventris) је врста птице певачице из породице сеница. Неке од њених подврста су у једном броју старијих извора представљане као подврсте сродне црногруде сенице (P. rufonuchalis), док су у другим риђобока и црногруда сеница представљане као једна врста. Такође, риђобока сеница је раније смештана у род Parus.

## Подврсте
Постоје четири подврсте риђобоке сенице:
- – На југу Хималаја од северозападне до североисточне Индије и северног Непала.
- (Jerdon, 1863) – На југу Хималаја североисточна Индија и Бутан.
- – На југоистоку Хималаја у северозападној Кини и оближњим деловима северног Мјанмара и крајњег североистока Индије. Према неким изворима део је подврсте beavani.[3]
- – Ограничена на северозапад Мјанмара.

## Распрострањеност и станиште
Риђобока сеница је аутохтона врста западних Хималаја. Има веома велики ареал, а јавља се у деловима Бутана, Кине, Пакистана, Индије, Мјанмара (Бурме) и Непала. Природно станиште су јој бореалне шуме и шуме подручја са умереном климом. У Бутану, на пример, P. r. beavani је прилично бројна станарица, која насељава влажне шуме бутанске јеле (Abies densa), на надморској висини од 3.000 − 4.000 m. На Црвеној листи Међународне уније за заштиту природе (IUCN) риђобока сеница има статус врсте која није угрожена.